# Comté d'Oneida (New York)
Pour les articles homonymes, voir Comté d'Oneida.
Le comté d'Oneida (en anglais : Oneida County) est l'un des 62 comtés de l'État de New York, aux États-Unis. Le siège de comté est Utica.

## Géographie
Le comté a une superficie de 3 256 km2, dont 115 km2 de plans d'eau.

## Histoire
Le comté a été formé le 15 mars 1798 et porte le nom des Indiens Onneiouts.

## Comtés adjacents
- Comté d'Otsego (New York),

## Villes et communes
| Villes                                     | Communes | | Villages |
| ------------------------------------------ | --- | --- | --- |
| - Rome - Sherrill - Utica (siège du comté) | - Annsville - Augusta - Ava - Boonville - Bridgewater - Cassville - Camden - Deerfield - Florence - Floyd - Forestport - Kirkland - Lee - Marcy | - Marshall - New Hartford - Paris - Remsen - Sangerfield - Steuben - Trenton - Vernon - Verona - Vienna - Western - Westmoreland - Whitestown | - Barneveld - Bridgewater * - Camden * - Clayville - Clinton - Holland Patent - New York Mills - Oneida Castle - Oriskany - Oriskany Falls - Prospect - Remsen * - Sylvan Beach - Vernon * - Waterville - Whitesboro - Yorkville |

## Démographie
| Groupe                           | Comté d'Oneida | New York | États-Unis |
| -------------------------------- | -------------- | -------- | ---------- |
| Blancs                           | 87,1           | 66,8     | 72,4       |
| Afro-Américains                  | 6,3            | 15,9     | 12,6       |
| Métis                            | 2,1            | 3,0      | 2,9        |
| Autres                           | 1,5            | 7,5      | 6,4        |
| Asiatiques                       | 2,8            | 7,3      | 4,8        |
| Amérindiens                      | 0,3            | 0,6      | 0,9        |
| Total                            | 100            | 100      | 100        |
|                                  |                |          |            |
| Hispaniques et Latino-Américains | 4,6            | 17,6     | 16,7       |

Selon l'American Community Survey, en 2010 89,23 % de la population âgée de plus de 5 ans déclare parler l'anglais à la maison, 3,58 % déclare parler l'espagnol, 1,52 % le serbo-croate, 0,68 % le russe, 0,64 % l'italien, 0,55 % le polonais et 3,80 % une autre langue.